# Аламут
Аламут (персијски: دژ الموت‎) је била најзначајнија тврђава милитантних шиитских Измаелита. Останци Аламута се налазе јужно од каспијског мора у провинцији Рудбар (100 километара од Техерана), у Ирану. Град је било замало немогуће заузети, јер је имао одличан положај и врло тежак приступ. Тако је у њему нашао упориште Хасан ел Саба, вођа Измаелита, којег су звали „старац са горе“.
Према легенди, Хасан ел Саба је, да би направио утисак на непријатеље, својим војницима (асасинима) наређивао да се баце у препад са врха пећине. То је на сунитске непријатеље направило грозан утисак и понеки пут спасило Аламут опсаде.
Аламут је изграђен око 840. а уништен од Монгола 15. децембра 1256, када је тврђава предана без борбе. Том приликом је уништена једна од највећих библиотека света. 